# Karel Peeters
Karel Constant Peeters (Wuustwezel, 29 december 1903 - Antwerpen, 16 december 1975), bekend als K. C. Peeters, was een Belgisch journalist, redacteur, volkskundige en pionier van de wetenschappelijke beoefening van de volkskunde in Nederlandstalig België. Hij was tevens een hoger ambtenaar van de stad Antwerpen.

## Levensloop
Peeters studeerde voor onderwijzer aan de Katholieke Normaalschool in Antwerpen en was actief in de studentenbeweging van de Noorderkempen. Van 1923 tot 1933 was hij onderwijzer en betoonde tevens belangstelling voor de lokale geschiedenis. In 1925 behaalde hij het diploma van bestuurswetenschappen.
Hij begon aan een tweede loopbaan in de journalistiek. Eerst werkte hij mee met het Dagblad van Noord-Brabant en Zeeland (1930-1933). Vervolgens werd hij hoofdredacteur van De Morgenpost (1933-1939). In 1939-1940 werd hij waarnemend hoofdredacteur van De Standaard, in vervanging van Jan Boon.
Ondertussen was hij opnieuw gaan studeren aan de Rijksuniversiteit Gent, waar professor Paul De Keyser het vak Volkskunde doceerde. Peeters volgde de opleiding Sociale Psychologie, Pedagogiek en Kunstgeschiedenis en promoveerde in 1938 tot doctor in de Opvoedkundige Wetenschappen met het proefschrift De psychologische aspecten en de pedagogische betekenis van de folklore.
In 1940 werd hij ambtenaar bij de stad Antwerpen. Hij werd kabinetschef van waarnemend burgemeester Leo Delwaide (1940-1943), conservator van het oudheidkundig museum Vleeshuis (1943-1947), adjunct-stadssecretaris (1947-1950), stadssecretaris (1950-1968) en adviseur-generaal (1968-1973). Hij speelde in deze functies een actieve rol voor de vernederlandsing van het Antwerpse bedrijfsleven.
Na zijn dood ging zijn uitgebreide bibliotheek naar KU Leuven Bibliotheken.

## Volkskundige
- Peeters doceerde vanaf 1946 Volkskunde aan de Katholieke Universiteit Leuven, eerst als assistent, vanaf 1949 als lector en vanaf 1959 als buitengewoon hoogleraar.
- De studie van de volkssagen in Vlaanderen, was een van de projecten die hij samen met prof. De Keyzer realiseerde.
- Zijn studies over de volkskunde vonden hun neerslag in talrijke publicaties, boeken, bijdragen in tijdschriften en huldeboeken.
- Hij was ook de auteur van de Nederlandstalige volkskundige bibliografie, een systematisch register op tijdschriften, reekswerken en gelegenheidsuitgaven (1964-1998). Dit werk kwam ook beschikbaar op het internet.
- In 1940 werd hij redacteur en in 1968 hoofdredacteur van het tijdschrift Volkskunde.

## Erefuncties
Peeters verwierf een nationale en internationale reputatie op het gebied van de volkskunde. Hij werd:
- Eerste voorzitter van de Société nationale d'ethnologie et de folklore (1964-1971).
- Belangrijk bestuurder bij de International Society for Folk-Narrative Research.
- In 1947 werd hij lid van de Vlaamse afdeling van de Koninklijke Belgische Vereniging voor Volkskunde.
- In 1968 was hij stichtend voorzitter van de Vereniging voor Volkskunde.
- Hij stichtte in 1968 het Instituut voor Volkskunde, dat in 1980 werd omgedoopt tot K.C.Peeters-Instituut voor Volkskunde.
- In 1970 werd hij lid van de Koninklijke Commissie voor Monumenten en Landschappen.

## Homonymie
Karel Constant Peeters mag niet worden verward met zijn tijd- en naamgenoot Karel C. Peeters (Berchem, 1903 - Deurne, 1984). Deze naamgenoot was een actief collaborateur en werd in 1946 in het proces van Volk en Staat ter dood veroordeeld. Na zijn vrijlating in 1951 speelde hij nog een actieve rol binnen het Algemeen Nederlands Zangverbond (ANZ).

## Wetenswaardigheid
De figuur professor Pieters uit de romancyclus Het Bureau van J.J. Voskuil is gebaseerd op Peeters.

## Publicaties
- Het Volksche kerstlied in Vlaanderen, 1942.
- Het Vlaamsche volksleven, 1943.
- Eigen Aard. Grepen uit de Vlaamse folklore, 1946.
- Soldaten van Napoleon, 1955.
- Over Volkskunst, 1956.
- Volkskundige aantekeningen, 1962.
- Vlaams Sagenboek, 1979 (postuum).